# Otospermophilus
Otospermophilus Brandt, 1844 è un genere comprendente tre specie di citelli originari dell'America settentrionale.

## Descrizione
I citelli appartenenti a questo genere sono relativamente grandi e presentano una lunghezza complessiva di circa 38-58 centimetri. La coda misura tra 15,6 e 27,8 centimetri e di solito la sua lunghezza corrisponde al 70-90% di quella del corpo; è folta ed è più simile a quella degli scoiattoli arboricoli che a quella degli altri citelli. Le orecchie, lunghe 16-35 millimetri, sono relativamente grandi; il piede posteriore misura 51-68 millimetri. La pelliccia è corta e liscia. Nelle specie di questo genere il dorso è di colore marrone più o meno screziato o chiazzato, a causa delle bande color sabbia dei peli che lo ricoprono. Di norma il colore è più scuro in una striscia di pelo che inizia sul naso o sulla fronte e corre lungo la linea mediana del dorso. Disegni più chiari a forma di mezzaluna sono presenti sulle spalle e sul collo.
Come la coda, anche le grandi orecchie, diverse da quelle degli altri citelli, si sono sviluppate in maniera convergente a quelle degli scoiattoli che vivono sugli alberi, il che è considerato un adattamento a questo stile di vita. Tra tutti i citelli, condividono questa caratteristica solo con il genere Notocitellus, il che significa che questi due generi potrebbero essere strettamente imparentati. Le femmine delle specie di Otospermophilus hanno cinque o sei paia di capezzoli.
Il cranio è relativamente grande, ma non troppo largo rispetto a quello degli altri citelli. La calotta cranica è arrotondata, la bolla timpanica è molto grande. I molari sono molto grandi e relativamente brachiodonti, il premolare P3 è molto piccolo, con un'altezza solitamente inferiore al 25% del successivo P4. Gli incisivi sono eretti (ortodonti) o leggermente arretrati (ofistodonti) e presentano radici molto lunghe.

## Distribuzione e habitat

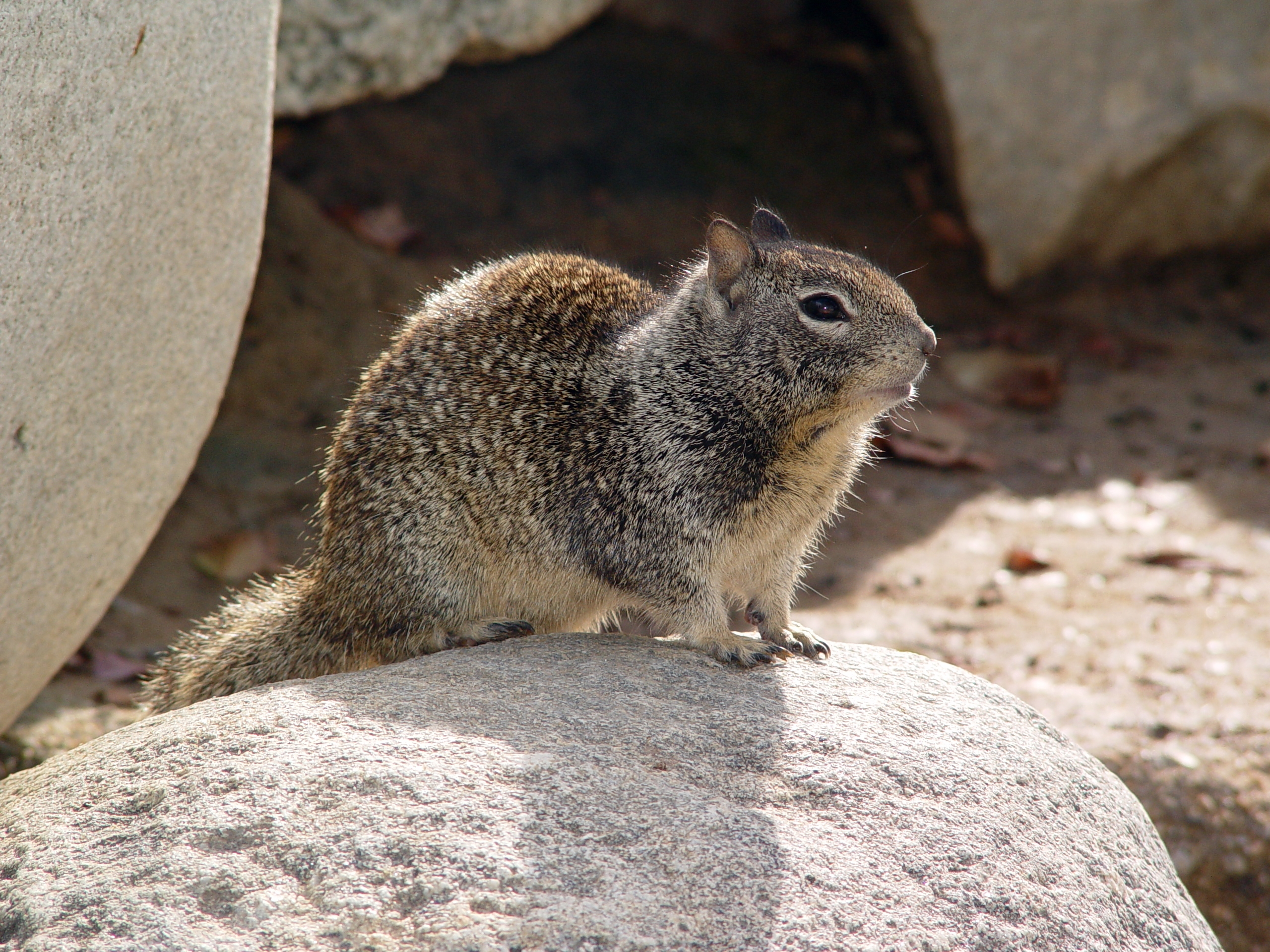
Citello di Beechey (Otospermophilus beecheyi).

Il genere Otospermophilus è diffuso in America settentrionale dagli Stati Uniti nord-occidentali al Messico centrale. L'areale del citello della Bassa California è limitato alla penisola omonima (Baja California), il citello di Beechey si incontra nell'estremità occidentale del continente, da Washington e Oregon fino a California e Nevada, e il citello delle rocce è presente in Idaho, Utah, Nevada meridionale e dal Texas occidentale al Messico centrale.

## Biologia
Le specie di questo genere vivono principalmente negli habitat aridi del Sud-ovest americano, spingendosi sulle Montagne Rocciose fino a circa 3000 metri di altezza. Tutte e tre le specie sono terricole e vivono in colonie; costruiscono le loro tane in habitat prevalentemente rocciosi. Il citello di Beechey è presente anche nelle zone agricole e in altri tipi di habitat nelle vallate delle catene montuose costiere. Pur vivendo principalmente sul terreno, tutte le specie sono in grado di arrampicarsi su alberi e cespugli per andare in cerca di cibo. Si nutrono soprattutto di frutti e semi.

## Tassonomia
|  | Notocitellus                        |
|  |                                     |
|  | Citelli antilope (Ammospermophilus) |
|  |                                     |

|  | Otospermophilus   |
|  |                   |
|  | Callospermophilus |
|  |                   |

|  | Citello di Franklin (Poliocitellus franklinii)                                     |
|  |                                                                                    |
|  | \| \| Cani della prateria (Cynomys) \| \| \| \| \| \| Xerospermophilus \| \| \| \| |
|  |                                                                                    |
|  | Cani della prateria (Cynomys)                                                      |
|  |                                                                                    |
|  | Xerospermophilus                                                                   |
|  |                                                                                    |

|  | Cani della prateria (Cynomys) |
|  |                               |
|  | Xerospermophilus              |
|  |                               |

|  | Citello di Franklin (Poliocitellus franklinii)                                     |
|  |                                                                                    |
|  | \| \| Cani della prateria (Cynomys) \| \| \| \| \| \| Xerospermophilus \| \| \| \| |
|  |                                                                                    |
|  | Cani della prateria (Cynomys)                                                      |
|  |                                                                                    |
|  | Xerospermophilus                                                                   |
|  |                                                                                    |

|  | Cani della prateria (Cynomys) |
|  |                               |
|  | Xerospermophilus              |
|  |                               |

|  | Citello di Franklin (Poliocitellus franklinii)                                     |
|  |                                                                                    |
|  | \| \| Cani della prateria (Cynomys) \| \| \| \| \| \| Xerospermophilus \| \| \| \| |
|  |                                                                                    |
|  | Cani della prateria (Cynomys)                                                      |
|  |                                                                                    |
|  | Xerospermophilus                                                                   |
|  |                                                                                    |

|  | Cani della prateria (Cynomys) |
|  |                               |
|  | Xerospermophilus              |
|  |                               |

|  | Citello di Franklin (Poliocitellus franklinii)                                     |
|  |                                                                                    |
|  | \| \| Cani della prateria (Cynomys) \| \| \| \| \| \| Xerospermophilus \| \| \| \| |
|  |                                                                                    |
|  | Cani della prateria (Cynomys)                                                      |
|  |                                                                                    |
|  | Xerospermophilus                                                                   |
|  |                                                                                    |

|  | Cani della prateria (Cynomys) |
|  |                               |
|  | Xerospermophilus              |
|  |                               |

|  | Citello di Franklin (Poliocitellus franklinii)                                     |
|  |                                                                                    |
|  | \| \| Cani della prateria (Cynomys) \| \| \| \| \| \| Xerospermophilus \| \| \| \| |
|  |                                                                                    |
|  | Cani della prateria (Cynomys)                                                      |
|  |                                                                                    |
|  | Xerospermophilus                                                                   |
|  |                                                                                    |

|  | Cani della prateria (Cynomys) |
|  |                               |
|  | Xerospermophilus              |
|  |                               |

|  | Citello di Franklin (Poliocitellus franklinii)                                     |
|  |                                                                                    |
|  | \| \| Cani della prateria (Cynomys) \| \| \| \| \| \| Xerospermophilus \| \| \| \| |
|  |                                                                                    |
|  | Cani della prateria (Cynomys)                                                      |
|  |                                                                                    |
|  | Xerospermophilus                                                                   |
|  |                                                                                    |

|  | Cani della prateria (Cynomys) |
|  |                               |
|  | Xerospermophilus              |
|  |                               |

|  | Citello di Franklin (Poliocitellus franklinii)                                     |
|  |                                                                                    |
|  | \| \| Cani della prateria (Cynomys) \| \| \| \| \| \| Xerospermophilus \| \| \| \| |
|  |                                                                                    |
|  | Cani della prateria (Cynomys)                                                      |
|  |                                                                                    |
|  | Xerospermophilus                                                                   |
|  |                                                                                    |

|  | Cani della prateria (Cynomys) |
|  |                               |
|  | Xerospermophilus              |
|  |                               |

|  | Citello di Franklin (Poliocitellus franklinii)                                     |
|  |                                                                                    |
|  | \| \| Cani della prateria (Cynomys) \| \| \| \| \| \| Xerospermophilus \| \| \| \| |
|  |                                                                                    |
|  | Cani della prateria (Cynomys)                                                      |
|  |                                                                                    |
|  | Xerospermophilus                                                                   |
|  |                                                                                    |

|  | Cani della prateria (Cynomys) |
|  |                               |
|  | Xerospermophilus              |
|  |                               |

|  | Citello di Franklin (Poliocitellus franklinii)                                     |
|  |                                                                                    |
|  | \| \| Cani della prateria (Cynomys) \| \| \| \| \| \| Xerospermophilus \| \| \| \| |
|  |                                                                                    |
|  | Cani della prateria (Cynomys)                                                      |
|  |                                                                                    |
|  | Xerospermophilus                                                                   |
|  |                                                                                    |

|  | Cani della prateria (Cynomys) |
|  |                               |
|  | Xerospermophilus              |
|  |                               |

|  | Citello di Franklin (Poliocitellus franklinii)                                     |
|  |                                                                                    |
|  | \| \| Cani della prateria (Cynomys) \| \| \| \| \| \| Xerospermophilus \| \| \| \| |
|  |                                                                                    |
|  | Cani della prateria (Cynomys)                                                      |
|  |                                                                                    |
|  | Xerospermophilus                                                                   |
|  |                                                                                    |

|  | Cani della prateria (Cynomys) |
|  |                               |
|  | Xerospermophilus              |
|  |                               |

|  | Citello di Franklin (Poliocitellus franklinii)                                     |
|  |                                                                                    |
|  | \| \| Cani della prateria (Cynomys) \| \| \| \| \| \| Xerospermophilus \| \| \| \| |
|  |                                                                                    |
|  | Cani della prateria (Cynomys)                                                      |
|  |                                                                                    |
|  | Xerospermophilus                                                                   |
|  |                                                                                    |

|  | Cani della prateria (Cynomys) |
|  |                               |
|  | Xerospermophilus              |
|  |                               |

|  | Citello di Franklin (Poliocitellus franklinii)                                     |
|  |                                                                                    |
|  | \| \| Cani della prateria (Cynomys) \| \| \| \| \| \| Xerospermophilus \| \| \| \| |
|  |                                                                                    |
|  | Cani della prateria (Cynomys)                                                      |
|  |                                                                                    |
|  | Xerospermophilus                                                                   |
|  |                                                                                    |

|  | Cani della prateria (Cynomys) |
|  |                               |
|  | Xerospermophilus              |
|  |                               |

|  | Citello di Franklin (Poliocitellus franklinii)                                     |
|  |                                                                                    |
|  | \| \| Cani della prateria (Cynomys) \| \| \| \| \| \| Xerospermophilus \| \| \| \| |
|  |                                                                                    |
|  | Cani della prateria (Cynomys)                                                      |
|  |                                                                                    |
|  | Xerospermophilus                                                                   |
|  |                                                                                    |

|  | Cani della prateria (Cynomys) |
|  |                               |
|  | Xerospermophilus              |
|  |                               |

|  | Citello di Franklin (Poliocitellus franklinii)                                     |
|  |                                                                                    |
|  | \| \| Cani della prateria (Cynomys) \| \| \| \| \| \| Xerospermophilus \| \| \| \| |
|  |                                                                                    |
|  | Cani della prateria (Cynomys)                                                      |
|  |                                                                                    |
|  | Xerospermophilus                                                                   |
|  |                                                                                    |

|  | Cani della prateria (Cynomys) |
|  |                               |
|  | Xerospermophilus              |
|  |                               |

|  | Citello di Franklin (Poliocitellus franklinii)                                     |
|  |                                                                                    |
|  | \| \| Cani della prateria (Cynomys) \| \| \| \| \| \| Xerospermophilus \| \| \| \| |
|  |                                                                                    |
|  | Cani della prateria (Cynomys)                                                      |
|  |                                                                                    |
|  | Xerospermophilus                                                                   |
|  |                                                                                    |

|  | Cani della prateria (Cynomys) |
|  |                               |
|  | Xerospermophilus              |
|  |                               |

|  | Citello di Franklin (Poliocitellus franklinii)                                     |
|  |                                                                                    |
|  | \| \| Cani della prateria (Cynomys) \| \| \| \| \| \| Xerospermophilus \| \| \| \| |
|  |                                                                                    |
|  | Cani della prateria (Cynomys)                                                      |
|  |                                                                                    |
|  | Xerospermophilus                                                                   |
|  |                                                                                    |

|  | Cani della prateria (Cynomys) |
|  |                               |
|  | Xerospermophilus              |
|  |                               |

|  | Otospermophilus   |
|  |                   |
|  | Callospermophilus |
|  |                   |

|  | Citello di Franklin (Poliocitellus franklinii)                                     |
|  |                                                                                    |
|  | \| \| Cani della prateria (Cynomys) \| \| \| \| \| \| Xerospermophilus \| \| \| \| |
|  |                                                                                    |
|  | Cani della prateria (Cynomys)                                                      |
|  |                                                                                    |
|  | Xerospermophilus                                                                   |
|  |                                                                                    |

|  | Cani della prateria (Cynomys) |
|  |                               |
|  | Xerospermophilus              |
|  |                               |

|  | Citello di Franklin (Poliocitellus franklinii)                                     |
|  |                                                                                    |
|  | \| \| Cani della prateria (Cynomys) \| \| \| \| \| \| Xerospermophilus \| \| \| \| |
|  |                                                                                    |
|  | Cani della prateria (Cynomys)                                                      |
|  |                                                                                    |
|  | Xerospermophilus                                                                   |
|  |                                                                                    |

|  | Cani della prateria (Cynomys) |
|  |                               |
|  | Xerospermophilus              |
|  |                               |

|  | Citello di Franklin (Poliocitellus franklinii)                                     |
|  |                                                                                    |
|  | \| \| Cani della prateria (Cynomys) \| \| \| \| \| \| Xerospermophilus \| \| \| \| |
|  |                                                                                    |
|  | Cani della prateria (Cynomys)                                                      |
|  |                                                                                    |
|  | Xerospermophilus                                                                   |
|  |                                                                                    |

|  | Cani della prateria (Cynomys) |
|  |                               |
|  | Xerospermophilus              |
|  |                               |

|  | Citello di Franklin (Poliocitellus franklinii)                                     |
|  |                                                                                    |
|  | \| \| Cani della prateria (Cynomys) \| \| \| \| \| \| Xerospermophilus \| \| \| \| |
|  |                                                                                    |
|  | Cani della prateria (Cynomys)                                                      |
|  |                                                                                    |
|  | Xerospermophilus                                                                   |
|  |                                                                                    |

|  | Cani della prateria (Cynomys) |
|  |                               |
|  | Xerospermophilus              |
|  |                               |

|  | Citello di Franklin (Poliocitellus franklinii)                                     |
|  |                                                                                    |
|  | \| \| Cani della prateria (Cynomys) \| \| \| \| \| \| Xerospermophilus \| \| \| \| |
|  |                                                                                    |
|  | Cani della prateria (Cynomys)                                                      |
|  |                                                                                    |
|  | Xerospermophilus                                                                   |
|  |                                                                                    |

|  | Cani della prateria (Cynomys) |
|  |                               |
|  | Xerospermophilus              |
|  |                               |

|  | Citello di Franklin (Poliocitellus franklinii)                                     |
|  |                                                                                    |
|  | \| \| Cani della prateria (Cynomys) \| \| \| \| \| \| Xerospermophilus \| \| \| \| |
|  |                                                                                    |
|  | Cani della prateria (Cynomys)                                                      |
|  |                                                                                    |
|  | Xerospermophilus                                                                   |
|  |                                                                                    |

|  | Cani della prateria (Cynomys) |
|  |                               |
|  | Xerospermophilus              |
|  |                               |

|  | Citello di Franklin (Poliocitellus franklinii)                                     |
|  |                                                                                    |
|  | \| \| Cani della prateria (Cynomys) \| \| \| \| \| \| Xerospermophilus \| \| \| \| |
|  |                                                                                    |
|  | Cani della prateria (Cynomys)                                                      |
|  |                                                                                    |
|  | Xerospermophilus                                                                   |
|  |                                                                                    |

|  | Cani della prateria (Cynomys) |
|  |                               |
|  | Xerospermophilus              |
|  |                               |

|  | Citello di Franklin (Poliocitellus franklinii)                                     |
|  |                                                                                    |
|  | \| \| Cani della prateria (Cynomys) \| \| \| \| \| \| Xerospermophilus \| \| \| \| |
|  |                                                                                    |
|  | Cani della prateria (Cynomys)                                                      |
|  |                                                                                    |
|  | Xerospermophilus                                                                   |
|  |                                                                                    |

|  | Cani della prateria (Cynomys) |
|  |                               |
|  | Xerospermophilus              |
|  |                               |

|  | Citello di Franklin (Poliocitellus franklinii)                                     |
|  |                                                                                    |
|  | \| \| Cani della prateria (Cynomys) \| \| \| \| \| \| Xerospermophilus \| \| \| \| |
|  |                                                                                    |
|  | Cani della prateria (Cynomys)                                                      |
|  |                                                                                    |
|  | Xerospermophilus                                                                   |
|  |                                                                                    |

|  | Cani della prateria (Cynomys) |
|  |                               |
|  | Xerospermophilus              |
|  |                               |

|  | Citello di Franklin (Poliocitellus franklinii)                                     |
|  |                                                                                    |
|  | \| \| Cani della prateria (Cynomys) \| \| \| \| \| \| Xerospermophilus \| \| \| \| |
|  |                                                                                    |
|  | Cani della prateria (Cynomys)                                                      |
|  |                                                                                    |
|  | Xerospermophilus                                                                   |
|  |                                                                                    |

|  | Cani della prateria (Cynomys) |
|  |                               |
|  | Xerospermophilus              |
|  |                               |

|  | Citello di Franklin (Poliocitellus franklinii)                                     |
|  |                                                                                    |
|  | \| \| Cani della prateria (Cynomys) \| \| \| \| \| \| Xerospermophilus \| \| \| \| |
|  |                                                                                    |
|  | Cani della prateria (Cynomys)                                                      |
|  |                                                                                    |
|  | Xerospermophilus                                                                   |
|  |                                                                                    |

|  | Cani della prateria (Cynomys) |
|  |                               |
|  | Xerospermophilus              |
|  |                               |

|  | Citello di Franklin (Poliocitellus franklinii)                                     |
|  |                                                                                    |
|  | \| \| Cani della prateria (Cynomys) \| \| \| \| \| \| Xerospermophilus \| \| \| \| |
|  |                                                                                    |
|  | Cani della prateria (Cynomys)                                                      |
|  |                                                                                    |
|  | Xerospermophilus                                                                   |
|  |                                                                                    |

|  | Cani della prateria (Cynomys) |
|  |                               |
|  | Xerospermophilus              |
|  |                               |

|  | Citello di Franklin (Poliocitellus franklinii)                                     |
|  |                                                                                    |
|  | \| \| Cani della prateria (Cynomys) \| \| \| \| \| \| Xerospermophilus \| \| \| \| |
|  |                                                                                    |
|  | Cani della prateria (Cynomys)                                                      |
|  |                                                                                    |
|  | Xerospermophilus                                                                   |
|  |                                                                                    |

|  | Cani della prateria (Cynomys) |
|  |                               |
|  | Xerospermophilus              |
|  |                               |

|  | Citello di Franklin (Poliocitellus franklinii)                                     |
|  |                                                                                    |
|  | \| \| Cani della prateria (Cynomys) \| \| \| \| \| \| Xerospermophilus \| \| \| \| |
|  |                                                                                    |
|  | Cani della prateria (Cynomys)                                                      |
|  |                                                                                    |
|  | Xerospermophilus                                                                   |
|  |                                                                                    |

|  | Cani della prateria (Cynomys) |
|  |                               |
|  | Xerospermophilus              |
|  |                               |

|  | Citello di Franklin (Poliocitellus franklinii)                                     |
|  |                                                                                    |
|  | \| \| Cani della prateria (Cynomys) \| \| \| \| \| \| Xerospermophilus \| \| \| \| |
|  |                                                                                    |
|  | Cani della prateria (Cynomys)                                                      |
|  |                                                                                    |
|  | Xerospermophilus                                                                   |
|  |                                                                                    |

|  | Cani della prateria (Cynomys) |
|  |                               |
|  | Xerospermophilus              |
|  |                               |

|  | Citello di Franklin (Poliocitellus franklinii)                                     |
|  |                                                                                    |
|  | \| \| Cani della prateria (Cynomys) \| \| \| \| \| \| Xerospermophilus \| \| \| \| |
|  |                                                                                    |
|  | Cani della prateria (Cynomys)                                                      |
|  |                                                                                    |
|  | Xerospermophilus                                                                   |
|  |                                                                                    |

|  | Cani della prateria (Cynomys) |
|  |                               |
|  | Xerospermophilus              |
|  |                               |

|  | Notocitellus                        |
|  |                                     |
|  | Citelli antilope (Ammospermophilus) |
|  |                                     |

|  | Otospermophilus   |
|  |                   |
|  | Callospermophilus |
|  |                   |

|  | Citello di Franklin (Poliocitellus franklinii)                                     |
|  |                                                                                    |
|  | \| \| Cani della prateria (Cynomys) \| \| \| \| \| \| Xerospermophilus \| \| \| \| |
|  |                                                                                    |
|  | Cani della prateria (Cynomys)                                                      |
|  |                                                                                    |
|  | Xerospermophilus                                                                   |
|  |                                                                                    |

|  | Cani della prateria (Cynomys) |
|  |                               |
|  | Xerospermophilus              |
|  |                               |

|  | Citello di Franklin (Poliocitellus franklinii)                                     |
|  |                                                                                    |
|  | \| \| Cani della prateria (Cynomys) \| \| \| \| \| \| Xerospermophilus \| \| \| \| |
|  |                                                                                    |
|  | Cani della prateria (Cynomys)                                                      |
|  |                                                                                    |
|  | Xerospermophilus                                                                   |
|  |                                                                                    |

|  | Cani della prateria (Cynomys) |
|  |                               |
|  | Xerospermophilus              |
|  |                               |

|  | Citello di Franklin (Poliocitellus franklinii)                                     |
|  |                                                                                    |
|  | \| \| Cani della prateria (Cynomys) \| \| \| \| \| \| Xerospermophilus \| \| \| \| |
|  |                                                                                    |
|  | Cani della prateria (Cynomys)                                                      |
|  |                                                                                    |
|  | Xerospermophilus                                                                   |
|  |                                                                                    |

|  | Cani della prateria (Cynomys) |
|  |                               |
|  | Xerospermophilus              |
|  |                               |

|  | Citello di Franklin (Poliocitellus franklinii)                                     |
|  |                                                                                    |
|  | \| \| Cani della prateria (Cynomys) \| \| \| \| \| \| Xerospermophilus \| \| \| \| |
|  |                                                                                    |
|  | Cani della prateria (Cynomys)                                                      |
|  |                                                                                    |
|  | Xerospermophilus                                                                   |
|  |                                                                                    |

|  | Cani della prateria (Cynomys) |
|  |                               |
|  | Xerospermophilus              |
|  |                               |

|  | Citello di Franklin (Poliocitellus franklinii)                                     |
|  |                                                                                    |
|  | \| \| Cani della prateria (Cynomys) \| \| \| \| \| \| Xerospermophilus \| \| \| \| |
|  |                                                                                    |
|  | Cani della prateria (Cynomys)                                                      |
|  |                                                                                    |
|  | Xerospermophilus                                                                   |
|  |                                                                                    |

|  | Cani della prateria (Cynomys) |
|  |                               |
|  | Xerospermophilus              |
|  |                               |

|  | Citello di Franklin (Poliocitellus franklinii)                                     |
|  |                                                                                    |
|  | \| \| Cani della prateria (Cynomys) \| \| \| \| \| \| Xerospermophilus \| \| \| \| |
|  |                                                                                    |
|  | Cani della prateria (Cynomys)                                                      |
|  |                                                                                    |
|  | Xerospermophilus                                                                   |
|  |                                                                                    |

|  | Cani della prateria (Cynomys) |
|  |                               |
|  | Xerospermophilus              |
|  |                               |

|  | Citello di Franklin (Poliocitellus franklinii)                                     |
|  |                                                                                    |
|  | \| \| Cani della prateria (Cynomys) \| \| \| \| \| \| Xerospermophilus \| \| \| \| |
|  |                                                                                    |
|  | Cani della prateria (Cynomys)                                                      |
|  |                                                                                    |
|  | Xerospermophilus                                                                   |
|  |                                                                                    |

|  | Cani della prateria (Cynomys) |
|  |                               |
|  | Xerospermophilus              |
|  |                               |

|  | Citello di Franklin (Poliocitellus franklinii)                                     |
|  |                                                                                    |
|  | \| \| Cani della prateria (Cynomys) \| \| \| \| \| \| Xerospermophilus \| \| \| \| |
|  |                                                                                    |
|  | Cani della prateria (Cynomys)                                                      |
|  |                                                                                    |
|  | Xerospermophilus                                                                   |
|  |                                                                                    |

|  | Cani della prateria (Cynomys) |
|  |                               |
|  | Xerospermophilus              |
|  |                               |

|  | Citello di Franklin (Poliocitellus franklinii)                                     |
|  |                                                                                    |
|  | \| \| Cani della prateria (Cynomys) \| \| \| \| \| \| Xerospermophilus \| \| \| \| |
|  |                                                                                    |
|  | Cani della prateria (Cynomys)                                                      |
|  |                                                                                    |
|  | Xerospermophilus                                                                   |
|  |                                                                                    |

|  | Cani della prateria (Cynomys) |
|  |                               |
|  | Xerospermophilus              |
|  |                               |

|  | Citello di Franklin (Poliocitellus franklinii)                                     |
|  |                                                                                    |
|  | \| \| Cani della prateria (Cynomys) \| \| \| \| \| \| Xerospermophilus \| \| \| \| |
|  |                                                                                    |
|  | Cani della prateria (Cynomys)                                                      |
|  |                                                                                    |
|  | Xerospermophilus                                                                   |
|  |                                                                                    |

|  | Cani della prateria (Cynomys) |
|  |                               |
|  | Xerospermophilus              |
|  |                               |

|  | Citello di Franklin (Poliocitellus franklinii)                                     |
|  |                                                                                    |
|  | \| \| Cani della prateria (Cynomys) \| \| \| \| \| \| Xerospermophilus \| \| \| \| |
|  |                                                                                    |
|  | Cani della prateria (Cynomys)                                                      |
|  |                                                                                    |
|  | Xerospermophilus                                                                   |
|  |                                                                                    |

|  | Cani della prateria (Cynomys) |
|  |                               |
|  | Xerospermophilus              |
|  |                               |

|  | Citello di Franklin (Poliocitellus franklinii)                                     |
|  |                                                                                    |
|  | \| \| Cani della prateria (Cynomys) \| \| \| \| \| \| Xerospermophilus \| \| \| \| |
|  |                                                                                    |
|  | Cani della prateria (Cynomys)                                                      |
|  |                                                                                    |
|  | Xerospermophilus                                                                   |
|  |                                                                                    |

|  | Cani della prateria (Cynomys) |
|  |                               |
|  | Xerospermophilus              |
|  |                               |

|  | Citello di Franklin (Poliocitellus franklinii)                                     |
|  |                                                                                    |
|  | \| \| Cani della prateria (Cynomys) \| \| \| \| \| \| Xerospermophilus \| \| \| \| |
|  |                                                                                    |
|  | Cani della prateria (Cynomys)                                                      |
|  |                                                                                    |
|  | Xerospermophilus                                                                   |
|  |                                                                                    |

|  | Cani della prateria (Cynomys) |
|  |                               |
|  | Xerospermophilus              |
|  |                               |

|  | Citello di Franklin (Poliocitellus franklinii)                                     |
|  |                                                                                    |
|  | \| \| Cani della prateria (Cynomys) \| \| \| \| \| \| Xerospermophilus \| \| \| \| |
|  |                                                                                    |
|  | Cani della prateria (Cynomys)                                                      |
|  |                                                                                    |
|  | Xerospermophilus                                                                   |
|  |                                                                                    |

|  | Cani della prateria (Cynomys) |
|  |                               |
|  | Xerospermophilus              |
|  |                               |

|  | Citello di Franklin (Poliocitellus franklinii)                                     |
|  |                                                                                    |
|  | \| \| Cani della prateria (Cynomys) \| \| \| \| \| \| Xerospermophilus \| \| \| \| |
|  |                                                                                    |
|  | Cani della prateria (Cynomys)                                                      |
|  |                                                                                    |
|  | Xerospermophilus                                                                   |
|  |                                                                                    |

|  | Cani della prateria (Cynomys) |
|  |                               |
|  | Xerospermophilus              |
|  |                               |

|  | Citello di Franklin (Poliocitellus franklinii)                                     |
|  |                                                                                    |
|  | \| \| Cani della prateria (Cynomys) \| \| \| \| \| \| Xerospermophilus \| \| \| \| |
|  |                                                                                    |
|  | Cani della prateria (Cynomys)                                                      |
|  |                                                                                    |
|  | Xerospermophilus                                                                   |
|  |                                                                                    |

|  | Cani della prateria (Cynomys) |
|  |                               |
|  | Xerospermophilus              |
|  |                               |

|  | Otospermophilus   |
|  |                   |
|  | Callospermophilus |
|  |                   |

|  | Citello di Franklin (Poliocitellus franklinii)                                     |
|  |                                                                                    |
|  | \| \| Cani della prateria (Cynomys) \| \| \| \| \| \| Xerospermophilus \| \| \| \| |
|  |                                                                                    |
|  | Cani della prateria (Cynomys)                                                      |
|  |                                                                                    |
|  | Xerospermophilus                                                                   |
|  |                                                                                    |

|  | Cani della prateria (Cynomys) |
|  |                               |
|  | Xerospermophilus              |
|  |                               |

|  | Citello di Franklin (Poliocitellus franklinii)                                     |
|  |                                                                                    |
|  | \| \| Cani della prateria (Cynomys) \| \| \| \| \| \| Xerospermophilus \| \| \| \| |
|  |                                                                                    |
|  | Cani della prateria (Cynomys)                                                      |
|  |                                                                                    |
|  | Xerospermophilus                                                                   |
|  |                                                                                    |

|  | Cani della prateria (Cynomys) |
|  |                               |
|  | Xerospermophilus              |
|  |                               |

|  | Citello di Franklin (Poliocitellus franklinii)                                     |
|  |                                                                                    |
|  | \| \| Cani della prateria (Cynomys) \| \| \| \| \| \| Xerospermophilus \| \| \| \| |
|  |                                                                                    |
|  | Cani della prateria (Cynomys)                                                      |
|  |                                                                                    |
|  | Xerospermophilus                                                                   |
|  |                                                                                    |

|  | Cani della prateria (Cynomys) |
|  |                               |
|  | Xerospermophilus              |
|  |                               |

|  | Citello di Franklin (Poliocitellus franklinii)                                     |
|  |                                                                                    |
|  | \| \| Cani della prateria (Cynomys) \| \| \| \| \| \| Xerospermophilus \| \| \| \| |
|  |                                                                                    |
|  | Cani della prateria (Cynomys)                                                      |
|  |                                                                                    |
|  | Xerospermophilus                                                                   |
|  |                                                                                    |

|  | Cani della prateria (Cynomys) |
|  |                               |
|  | Xerospermophilus              |
|  |                               |

|  | Citello di Franklin (Poliocitellus franklinii)                                     |
|  |                                                                                    |
|  | \| \| Cani della prateria (Cynomys) \| \| \| \| \| \| Xerospermophilus \| \| \| \| |
|  |                                                                                    |
|  | Cani della prateria (Cynomys)                                                      |
|  |                                                                                    |
|  | Xerospermophilus                                                                   |
|  |                                                                                    |

|  | Cani della prateria (Cynomys) |
|  |                               |
|  | Xerospermophilus              |
|  |                               |

|  | Citello di Franklin (Poliocitellus franklinii)                                     |
|  |                                                                                    |
|  | \| \| Cani della prateria (Cynomys) \| \| \| \| \| \| Xerospermophilus \| \| \| \| |
|  |                                                                                    |
|  | Cani della prateria (Cynomys)                                                      |
|  |                                                                                    |
|  | Xerospermophilus                                                                   |
|  |                                                                                    |

|  | Cani della prateria (Cynomys) |
|  |                               |
|  | Xerospermophilus              |
|  |                               |

|  | Citello di Franklin (Poliocitellus franklinii)                                     |
|  |                                                                                    |
|  | \| \| Cani della prateria (Cynomys) \| \| \| \| \| \| Xerospermophilus \| \| \| \| |
|  |                                                                                    |
|  | Cani della prateria (Cynomys)                                                      |
|  |                                                                                    |
|  | Xerospermophilus                                                                   |
|  |                                                                                    |

|  | Cani della prateria (Cynomys) |
|  |                               |
|  | Xerospermophilus              |
|  |                               |

|  | Citello di Franklin (Poliocitellus franklinii)                                     |
|  |                                                                                    |
|  | \| \| Cani della prateria (Cynomys) \| \| \| \| \| \| Xerospermophilus \| \| \| \| |
|  |                                                                                    |
|  | Cani della prateria (Cynomys)                                                      |
|  |                                                                                    |
|  | Xerospermophilus                                                                   |
|  |                                                                                    |

|  | Cani della prateria (Cynomys) |
|  |                               |
|  | Xerospermophilus              |
|  |                               |

|  | Citello di Franklin (Poliocitellus franklinii)                                     |
|  |                                                                                    |
|  | \| \| Cani della prateria (Cynomys) \| \| \| \| \| \| Xerospermophilus \| \| \| \| |
|  |                                                                                    |
|  | Cani della prateria (Cynomys)                                                      |
|  |                                                                                    |
|  | Xerospermophilus                                                                   |
|  |                                                                                    |

|  | Cani della prateria (Cynomys) |
|  |                               |
|  | Xerospermophilus              |
|  |                               |

|  | Citello di Franklin (Poliocitellus franklinii)                                     |
|  |                                                                                    |
|  | \| \| Cani della prateria (Cynomys) \| \| \| \| \| \| Xerospermophilus \| \| \| \| |
|  |                                                                                    |
|  | Cani della prateria (Cynomys)                                                      |
|  |                                                                                    |
|  | Xerospermophilus                                                                   |
|  |                                                                                    |

|  | Cani della prateria (Cynomys) |
|  |                               |
|  | Xerospermophilus              |
|  |                               |

|  | Citello di Franklin (Poliocitellus franklinii)                                     |
|  |                                                                                    |
|  | \| \| Cani della prateria (Cynomys) \| \| \| \| \| \| Xerospermophilus \| \| \| \| |
|  |                                                                                    |
|  | Cani della prateria (Cynomys)                                                      |
|  |                                                                                    |
|  | Xerospermophilus                                                                   |
|  |                                                                                    |

|  | Cani della prateria (Cynomys) |
|  |                               |
|  | Xerospermophilus              |
|  |                               |

|  | Citello di Franklin (Poliocitellus franklinii)                                     |
|  |                                                                                    |
|  | \| \| Cani della prateria (Cynomys) \| \| \| \| \| \| Xerospermophilus \| \| \| \| |
|  |                                                                                    |
|  | Cani della prateria (Cynomys)                                                      |
|  |                                                                                    |
|  | Xerospermophilus                                                                   |
|  |                                                                                    |

|  | Cani della prateria (Cynomys) |
|  |                               |
|  | Xerospermophilus              |
|  |                               |

|  | Citello di Franklin (Poliocitellus franklinii)                                     |
|  |                                                                                    |
|  | \| \| Cani della prateria (Cynomys) \| \| \| \| \| \| Xerospermophilus \| \| \| \| |
|  |                                                                                    |
|  | Cani della prateria (Cynomys)                                                      |
|  |                                                                                    |
|  | Xerospermophilus                                                                   |
|  |                                                                                    |

|  | Cani della prateria (Cynomys) |
|  |                               |
|  | Xerospermophilus              |
|  |                               |

|  | Citello di Franklin (Poliocitellus franklinii)                                     |
|  |                                                                                    |
|  | \| \| Cani della prateria (Cynomys) \| \| \| \| \| \| Xerospermophilus \| \| \| \| |
|  |                                                                                    |
|  | Cani della prateria (Cynomys)                                                      |
|  |                                                                                    |
|  | Xerospermophilus                                                                   |
|  |                                                                                    |

|  | Cani della prateria (Cynomys) |
|  |                               |
|  | Xerospermophilus              |
|  |                               |

|  | Citello di Franklin (Poliocitellus franklinii)                                     |
|  |                                                                                    |
|  | \| \| Cani della prateria (Cynomys) \| \| \| \| \| \| Xerospermophilus \| \| \| \| |
|  |                                                                                    |
|  | Cani della prateria (Cynomys)                                                      |
|  |                                                                                    |
|  | Xerospermophilus                                                                   |
|  |                                                                                    |

|  | Cani della prateria (Cynomys) |
|  |                               |
|  | Xerospermophilus              |
|  |                               |

|  | Citello di Franklin (Poliocitellus franklinii)                                     |
|  |                                                                                    |
|  | \| \| Cani della prateria (Cynomys) \| \| \| \| \| \| Xerospermophilus \| \| \| \| |
|  |                                                                                    |
|  | Cani della prateria (Cynomys)                                                      |
|  |                                                                                    |
|  | Xerospermophilus                                                                   |
|  |                                                                                    |

|  | Cani della prateria (Cynomys) |
|  |                               |
|  | Xerospermophilus              |
|  |                               |

Otospermophilus è un genere della famiglia Sciuridae assegnato alla sottofamiglia degli scoiattoli terricoli (Xerinae) e alla tribù dei citelli (Marmotini). Esso venne istituito nel 1844 da Johann Friedrich von Brandt, con il citello delle rocce come specie tipo. Successivamente le sue specie sono confluite nel genere che raggruppava tutti i citelli (Spermophilus), insieme ad altri taxa che oggi vengono considerati generi a sé, e considerato un suo sottogenere.
Nel 2004, a seguito di uno studio di biologia molecolare, Otospermophilus è stato confermato come gruppo monofiletico, identificato come sister group del genere Callospermophilus e nuovamente considerato un genere a sé. Il clade formato da questi due taxa si erge di fronte a tutto il resto dei Marmotini, fatta eccezione per il sister group formato dai citelli antilope (Ammospermophilus) e dal genere Notocitellus.
Il genere comprende tre specie:
- Otospermophilus variegatus (Erxleben, 1777), il citello delle rocce, diffuso negli Stati Uniti sud-occidentali e nel Messico settentrionale e centrale;
- Otospermophilus beecheyi (J. Richardson, 1829), il citello di Beechey, diffuso in Oregon, California e Bassa California;
- Otospermophilus atricapillus (W. E. Bryant, 1889), il citello della Bassa California, endemico della penisola omonima.

Il nome Otospermophilus deriva dalle parole greche otos, «orecchio», spermatos, «seme», e phileo, «amore», con il significato di «amante dei semi dalle orecchie».

## Conservazione
Sia il citello delle rocce che quello di Beechey sono classificati dall'Unione internazionale per la conservazione della natura (IUCN) come «specie a rischio minimo» (Least Concern), in quanto occupano areali relativamente ampi con popolazioni stabili. Il citello della Bassa California, invece, viene considerato in pericolo di estinzione a causa del suo areale limitato e frammentato e del fatto che le sue popolazioni stanno diminuendo a causa della caccia.